# Maurice Setters
Maurice Edgar Setters (* 16. Dezember 1936 in Honiton; † 22. November 2020) war ein englischer Fußballspieler und -trainer. Als Außenläufer war der 16-fache englische U-23-Nationalspieler in der höchsten englischen Spielklasse wegen seiner Zweikampfhärte gefürchtet. Zu den Vereinsstationen zählten die Erstligisten West Bromwich Albion, Manchester United, Stoke City und Coventry City und der größte Erfolg war für ihn 1963 der Gewinn des FA Cups mit Manchester United.

## Sportlicher Werdegang

### Spielerkarriere
Im Südwesten Englands in Devon geboren, erlernte Setters das Fußballspielen in der heimischen Schule und ab dem Alter von 15 Jahren engagierte er sich zunächst im Amateurfußball in und um Honiton herum. Sein Talent blieb nicht unerkannt und so fand er noch von seinem 18. Geburtstag den Weg in den Profibereich beim nahe gelegenen Exeter City. Der Klub aus der Hauptstadt der Grafschaft war in der drittklassigen Third Division South aktiv und während der Saison 1953/54 unterzeichnete Setters den ersten Vertragsspielerkontrakt. Bevor er sich jedoch ganz seiner Karriere widmen konnte, musste er zwei Jahre lang seinen Wehrdienst bei der Royal Horse Artillery (RHA) ableisten. Aus diesem Grund blieben seine Einsätze in Exeter auf Urlaubszeiten beschränkt. Weitaus prägender für seine weitere Entwicklung war das Mitwirken in der Armeemannschaft der RHA, die mit einer Reihe von talentierten Erstliga- und Nationalspielern bestückt war – darunter John White, der später zahlreiche Titel mit Tottenham Hotspur gewann. Noch während seiner Wehrdienstzeit beobachtete ihn vor allem West Bromwich Albion und nach Zahlung einer kleinen Ablösesumme an Exeter City heuerte Setters schließlich bei „WBA“ an. Bei seinem neuen Klub agierte er zunächst in der Reservemannschaft, aber durch seine körperlich robuste Spielweise im Mittelfeld, die Balleroberungsqualitäten und ein gutes Passspiel katapultierte sich Setters ab Ende November 1955 in die erste Mannschaft. Eine Woche nach seinem Debüt am 26. November 1955 gegen Huddersfield Town (0:1) schoss er zwei Tore zum 4:0-Sieg gegen den FC Portsmouth und an der Seite prominenter Mannschaftskameraden wie Don Howe, Len Millard, Bobby Robson, Jim Dudley, Ray Barlow, Derek Kevan und Ronnie Allen entwickelte er sich im Mittelfeld zu einem Schlüsselspieler, der zumeist „fürs Grobe“ verantwortlich war. Seine Qualitäten waren auch in den englischen Auswahlmannschaft gefragt und neben 16 Einsätzen in der U-23-Auswahl zwischen 1957 und 1960 war er Teil des 22-Mann-Kaders der A-Nationalmannschaft anlässlich der WM 1958 in Schweden. Dort blieb er als Ersatzmann hingegen unberücksichtigt und zum Turnier selbst war er gar nicht erst mitgereist.
Gut anderthalb Jahre nach der Weltmeisterschaft wechselte Setters im Januar 1960 für die Ablösesumme von 30.000 Pfund zum Erstligakonkurrenten Manchester United. In dem Team von Matt Busby sollte er primär den langzeitverletzten Wilf McGuinness ersetzen. Die Personalie wurde in Manchester mit etwas Verwunderung zur Kenntnis genommen, da Setters als technisch wenig begabt galt und mit Stan Crowther ein ähnlicher, unmittelbar nach der Flugzeugkatastrophe in München verpflichteter Spielertyp schnell als unzulänglich aussortiert worden war. Mit seinem großen Willen widerlegte Setters diese Bedenken schnell und Busby übertrug ihm nach kurzer Zeit das Amt des Kapitäns, nachdem die dazu zuvor auserwählten Bill Foulkes und Dennis Viollet wenig Führungsqualitäten gezeigt hatten. Am Ende der ersten beiden Spielzeiten 1959/60 und 1960/61 belegte Setters mit den „Red Devils“ jeweils einen respektablen siebten Abschlusstabellenplatz. Seine Darbietungen auf dem Platz gaben dabei aber häufig Anlass zu kontroversen Diskussionen und nicht selten verwies ihn ein Schiedsrichter aufgrund eines zu harten Einsatzes des Feldes. Als „United“ im Jahr darauf auf den fünfzehnten Rang abrutschte, erwuchs ihm zudem mit Nobby Stiles und Jimmy Nicholson weitere Konkurrenz, derer sich Setters aber zunächst noch erwehren konnte. Nach nur zwei Spielen in der Saison 1962/63 reagierte Busby auf eine Formschwäche von Setters und ersetzte ihn kurzzeitig durch Nobby Lawton; das Kapitänsamt ging auf Noel Cantwell über. Nach fünf weiteren Spielen gelang es Setters aber, sich wieder in die Stammformation zurück zu kämpfen. Die Spielzeit selbst endete mit wechselhaftem Erfolg und einem „Fast-Abstieg“ stand der Gewinn des FA Cups 1963 gegenüber. Der 3:1-Finalsieg gegen das leicht favorisierte Leicester City bescherte dem Klub die erste Trophäe nach dem Flugzeugunglück und Setters galt als „Wasserträger“ für Akteure wie Pat Crerand, Denis Law, Bobby Charlton und David Herd. Bei den weiteren Entwicklung, die fünf Jahre später mit dem Sieg im Europapokal der Landesmeister ihren Höhepunkt fand, spielte Setters aber keine bedeutende Rolle mehr. Die Saison 1963/64 brachte mit dem Gewinn der Vizemeisterschaft zwar einen Achtungserfolg, aber besonders die bittere Viertelfinalniederlage im Europapokal der Pokalsieger gegen Sporting Lissabon (mit einer 0:5-Pleite nach einem 4:1-Hinspielsieg) sorgte für einen bitteren Beigeschmack. Kurz nach Beginn der Saison 1964/65 verlor Setters seinen Stammplatz nachhaltig an Nobby Stiles und zwei Wochen nach einem letzten Auftritt Ende Oktober 1964 gegen Aston Villa (7:0) heuerte er bei Stoke City an – die Ablösesumme betrug erneut 30.000 Pfund.
Während des dreijährigen Engagements in Stoke-on-Trent blieb Setters zwar ohne Trophäe und belegte mit dem Team „nur“ Erstliga-Mittelfeldplätze, aber mit seiner Spielweise war er einer der Publikumslieblinge. Zu den letzten aktiven Karrierestationen zählten danach Coventry City (ab November 1967) sowie der Zweitligist Charlton Athletic (ab Januar 1970), bevor er sich dem Trainerberuf widmete.

### Trainertätigkeiten
Von Juni 1971 bis November 1974 war Setters Cheftrainer beim Viertligisten Doncaster Rovers, bevor er 1977 bei Sheffield Wednesday die Stelle des Assistenten von Jack Charlton annahm. Nach dessen Rücktritt Ende Mai 1983 betreute er die erste Mannschaft für einen Monat auf Interimsbasis, ohne dass in dieser Zeit ein Pflichtspiel zu bestreiten war. Gut drei Jahre später folgte Setters seinem ehemaligen Chef, als dieser 1986 Trainer der irischen Nationalmannschaft wurde. In der bis 1995 andauernden Beschäftigung gelang Charlton mit Setters als „Nummer Zwei“ die Qualifikation für zwei WM-Endrundenturniere in Folge (1990 und 1994).

## Erfolge
- Englischer Pokal (1): 1963